# Wild Wadi Water Park
Wild Wadi Water Park est un parc aquatique situé à Dubaï, aux Émirats arabes unis, près de l'hôtel Burj-Al-Arab et de l'hôtel Jumeirah Beach Le parc appartient à Jumeirah International, une société hôtelière basée à Dubai.

## Description
Le parc est un parc aquatique extérieur avec une piscine à vagues, plusieurs toboggans et deux machines de surf, pour un total de 17 attractions aquatiques. Le parc possède le toboggan aquatique le plus grand et le plus rapide à l'extérieur de l'Amérique du Nord, le Jumeirah Sceirah. Il a une hauteur de 33 mètres et une vitesse de 80 km/h. Une autre particularité du parc, une cascade de 18 mètres de haut s'actionne toutes les 10 minutes. Il y a aussi deux magasins de souvenirs, trois restaurants et deux snacks.

## Galerie

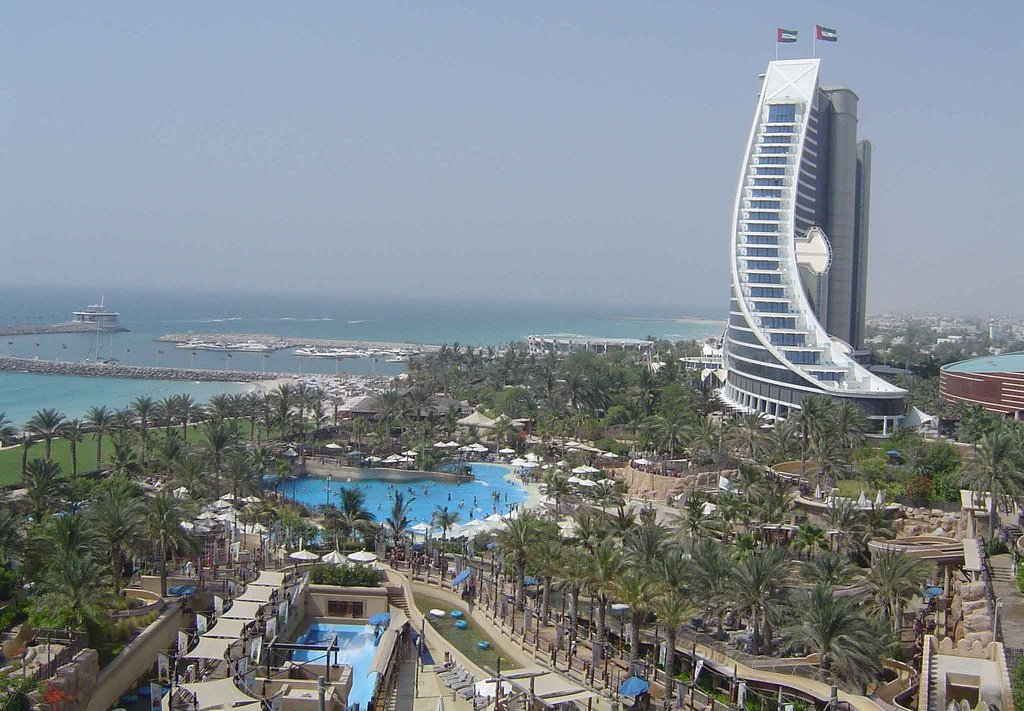
Vue aérienne du parc
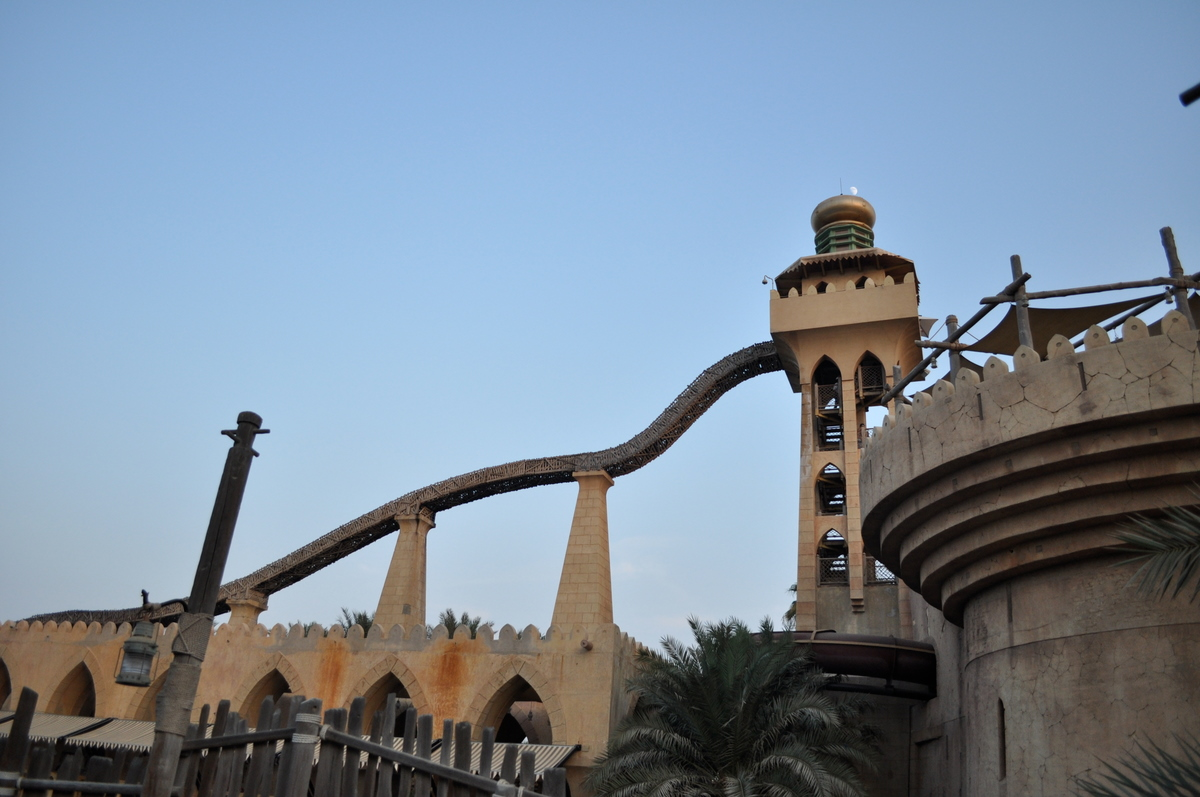
Jumeirah Sceirah
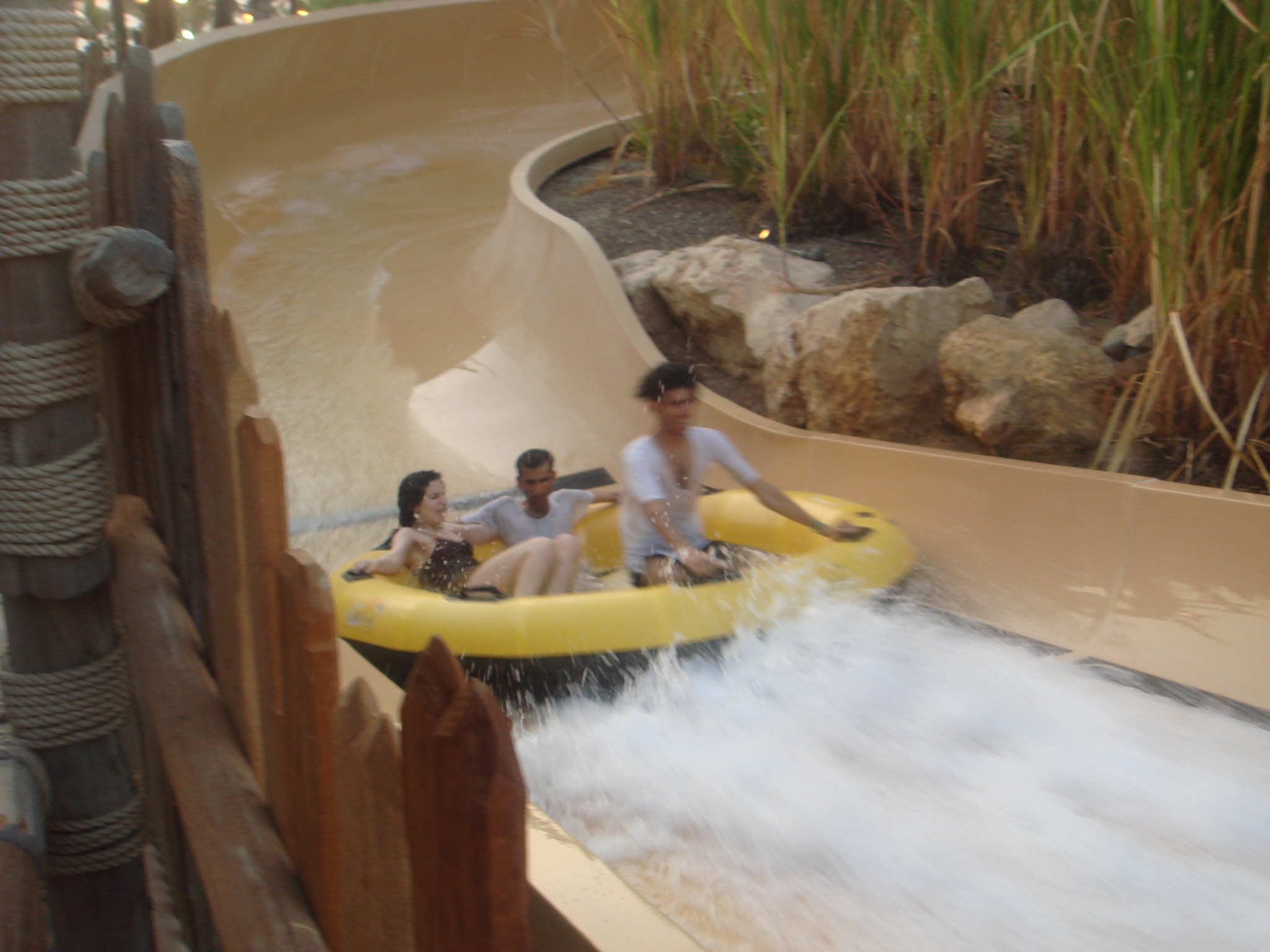
Un toboggan